# 丁家港乡
丁家港乡，是中华人民共和国湖南省常德市鼎城区下辖的一个乡镇级行政单位。

## 行政区划
丁家港乡下辖以下地区：
清凉山村、双冲村、牌楼村、杜家冲村、五里冲村、莲花庵村、杨公庵村、珊瑚岗村、五泉村、西陂堰村、赤家岗村、高岭山村和西窝里村。